# حماة أربا ديالو
حماة أربا ديالو (23 مارس 1939 -  30 سبتمبر 2014) (بالفرنسية: Hama Arba Diallo)‏ هو سياسي ودبلوماسي وموظف مدني بوركينابي. كان وزير الشؤون الخارجية في فولتا العليا (بوركينا فاسو حاليا) من 1983 إلى 1984. ديالو كان معارضا للرئيس بليز كومباوري في انتخابات الرئاسة 2010.